# 김홍명
김홍명(金弘明, 1962년 6월 16일 ~ )은 전 프로 야구 선수이다. 현역 시절 일본 프로야구 야쿠르트 스왈로스와 KBO 리그 빙그레 이글스에서 투수로 활동했다.
일본 프로야구에서는 1981년 시즌부터 1987년 시즌까지(1군에서의 활동 기간은 1983년 시즌부터 1985년 시즌까지), KBO 리그에서는 1988년 시즌부터 992년 시즌까지 활동하였다. 재일 한국인 출신으로 KBO 리그에서 활동한 한국계 일본인 '미야기 히로아키'(宮城弘明)로 알려져 있었으나, 2003년에 일본의 유명 주간지 '슈칸 베이스볼'에서 순수 일본인이었다는 기사를 게재한 바 있고 일본의 민영 방송국 TBS에서도 슈칸 베이스볼의 기사 내용과 비슷한 내용으로 프로그램을 제작해서 방영한 적이 있어 그가 정말로 재일 출신인지 여부는 불분명하다.

## 일본 프로야구 시절
요코하마 상고 야구부의 투수였으며, ‘점보 미야기’라는 애칭을 가지고 있었다. 1979년에 고시엔 4강까지 진출했다. 키 193cm, 몸무게 100kg의 큰 체격으로, 다르빗슈 유(195cm)가 나타나기 전까지 고시엔 역사상 최장신 투수 기록을 가지고 있었다.
대형투수가 되리라는 기대 속에 81년도 야쿠르트에 드래프트 3번으로 입단했으나 체격에 걸맞지 않는 어정쩡한 스피드로 기량의 발전을 보이지 못하고 1군 무대에서 단 1승도 올리지 못한 채(통산 3패) 퇴출되었다.

## 한국 프로야구 시절
빙그레에 김영덕 감독이 부임한 해인 88년에 입단해서 좌완이라는 이점을 살려 선발로 활동했는데 당시 빙그레는 1988년 1차 지명자인 송진우가 올림픽 때문에 프로 입단이 유보되어  쓸만한 좌완투수 문제로 어려움을 겪게 되자 일본통이었던 김영덕 감독이 재일동포 선수들의 대부인 장훈의 주선을 통해 김홍명을 입단시켰다.
첫해 8승(모두 선발)에 13패를 기록한 이후 통산 전적에 승리보다 패배 수가 한 개 많을 만큼(통산 30승 31패) 기복이 있는 스타일이었는데 다음 해인 1989년 6선발승으로 2년 연속 팀내 좌완 최다 선발승을 기록했으나 같은 해  프로 입문하여 5선발승을 거둔 송진우가 다음해인 1990년부터  마무리로 전향하자 7선발승을 거둔 이 해까지 송진우를 제외하면 팀내 귀한 좌완 선발투수였지만 1991년부터 방위병으로 복무한 송진우의 급성장(9선발승)(다음 해 11선발승)으로 인해 이 시즌 후(3선발승)   급격한 부진을 보이면서 결국 3선발승에 그친 92년 시즌 후 계약을 종료하고 일본으로 돌아갔다.

## 은퇴 후
이른 나이에 야구계를 떠난 김홍명은 일본으로 돌아간 이후 정계에 입문하게 되는데, 처음에는 스포츠 선수 출신들이 많았던 스포츠평화당(스포츠로 평화로운 세상을 구현하자는 이념을 가진 정당으로 유명한 레슬러 안토니오 이노키가 창설자다.) 시의원의 보좌관으로 근무하다가 여당인 자민당으로 옮겼다. 2003년에 고향인 요코하마에서 시의원 선거에 출마하했지만 낙선했다. 그 후 현재는 야구 지도자로 활동하고 있다.

## 재일 여부 논란
2003년에 일본의 유명 주간지 '슈칸 베이스볼'에서 김홍명은 원래 재일교포가 아니었으며, 재일인지 아닌지 여부를 확인할 방법이 없었던 당시 한국 야구계의 규정을 교묘히 이용해서 한국계 행세를 할 수 있었다는 기사가 게재되어 KBO와 빙그레를 곤혹스럽게 했던 일이 있었다. 그 후 2016년 한국 언론의 취재 기사에서도 미야기 히로아키가 한국계 김홍명이라는 증거는 찾을 수가 없는 것으로 확인되었다.

## 출신 학교
- 일본 요코하마 상업고등학교